# Etienne Tardif de Bordesoulle

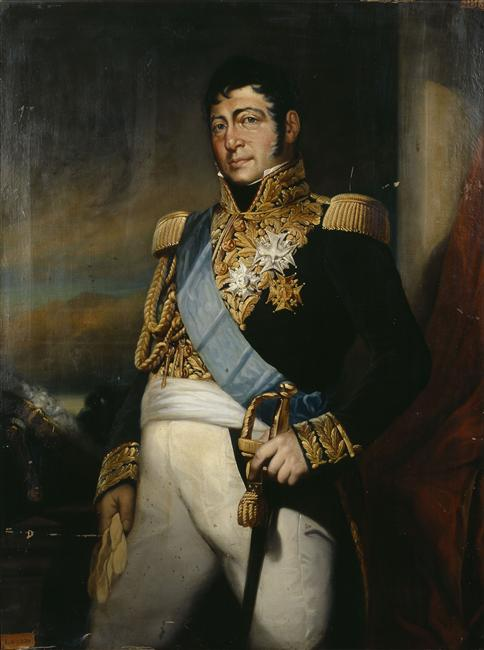
Etienne Tardif de Bordesoulle

Etienne Tardif de Bordesoulle (Luzeret, 4 april 1771 – Fontaine, 4 oktober 1837) was een Frans generaal ten tijde van Napoleon.

## Onder Napoleon
Etienne Tardif de Bordesoulle werd geboren in Luzeret (Indre) en liep school op het college te Bourges. Als achttienjarige nam hij dienst in het tweede regiment Jagers te paard. Hij maakte alle veldtochten van de revolutie mee sinds 1792. Hij diende onder andere in de Nederlanden (onder Pichegru) en aan de Rijn. Tijdens de slag bij Novi in 1799 werd Bordesoulle gewond en werd hij bevorderd tot escadronchef. Na de slag bij Austerlitz werd hij bevorderd tot kolonel en na de slag bij Friedland in 1807 tot brigade-generaal. Tijdens de Russische veldtocht vocht Bordesoulle te Mohilev, aan de Moskwa en te Krasnoi. Op 4 december 1812 werd hij benoemd tot divisie-generaal en tot baron van het keizerrijk. Hij vocht daarna nog te Lützen, Bautzen, Dresden, Leipzig en Hanau en ook tijdens de veldtocht in Frankrijk in 1814.

## Na de restauratie
Onder de restauratie bleef Etienne Tardif de Bordesoulle in het leger en organiseerde hij de cavalerie van de koninklijke garde. In 1822 werd hij gouverneur van de École Polytechnique. Tijdens de oorlog in Spanje commandeerde hij een divisie. Hij werd verheven tot Pair de France in 1823. Hij trok zich terug op zijn kasteel in de Oise waar hij in 1837 overleed.